# Torna
Torna è un film italiano del 1984 diretto da Stelvio Massi.

## Trama
Salvatore gestisce un distributore di benzina e una tavola calda nei dintorni di Napoli; la cattiva sorte gli ha però rubato la moglie amatissima. Rimasto solo, il dolore ha stroncato tutti i progetti e tolto ogni voglia di vivere. Poi, una notte, nella sua vita entra Angela, fragile, disperata desiderosa di una vita diversa e semplice. Per entrambi pare aprirsi la speranza di un domani migliore. Ma Angela ha un passato che la tormenta e che non sarà facile dimenticare.

## Colonna sonora
- N'ata dummeneca (Marchione - Innocenzi) - cantata da Mario Merola
- Marciappiede (Alfieri - Amato) - cantata da Mario Merola
- Nun ce credo (Matassa - Fiore) - cantata da Mario Merola
- Torna (Vento - Valente) - cantata da Mario Merola